# St. Peter und Paul (Kleinhöbing)

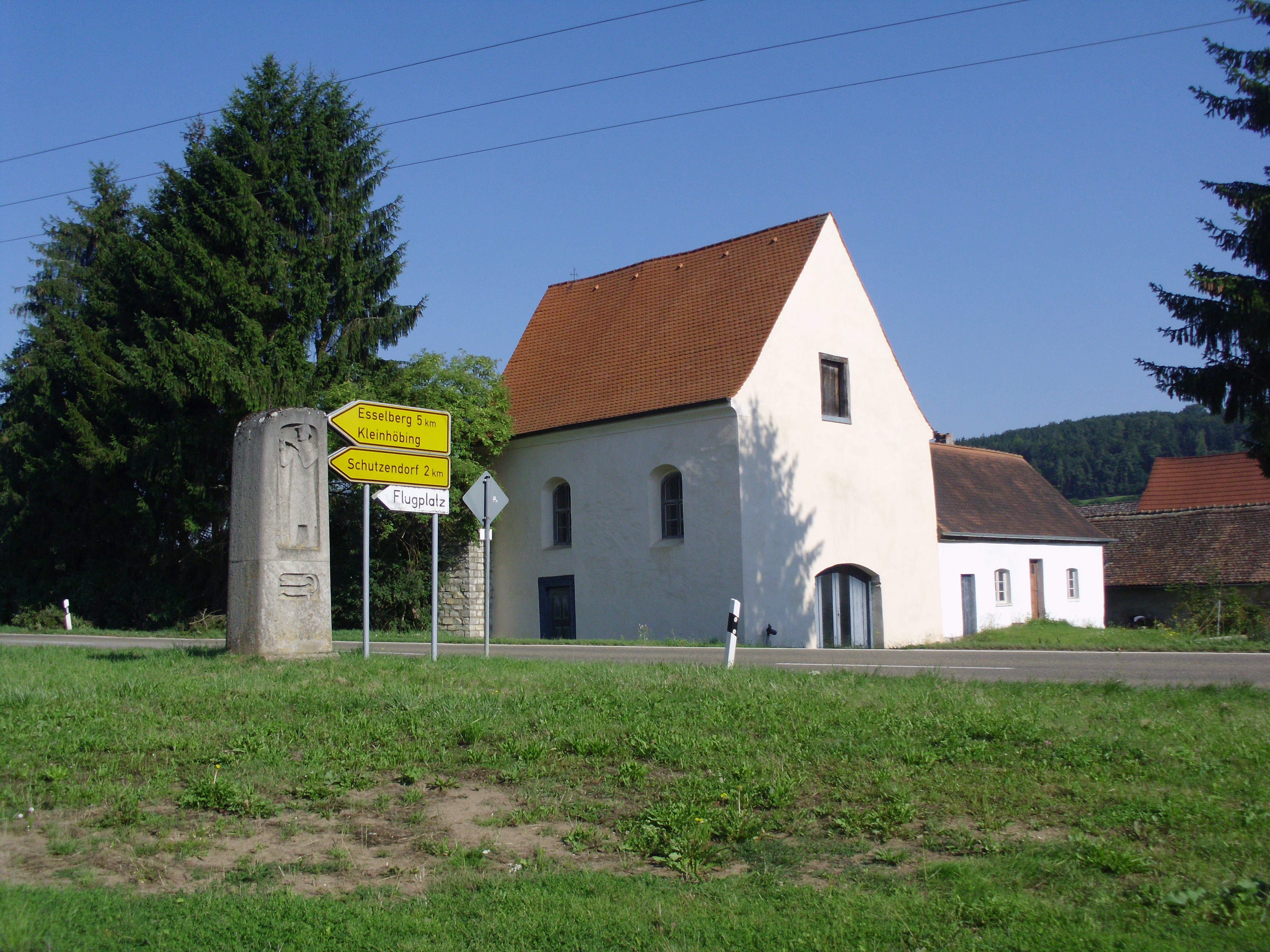
Heutiger Zustand

St. Peter und Paul war eine römisch-katholische Filialkirche in Kleinhöbing an der Staatsstraße 2227. Sie gehörte zur Pfarrei St. Johannes Evangelist in Großhöbing.
Um 1130 kaufte das Kloster Berchtesgaden das Dorf Hebingen von Karl von Höbing. Danach entstand vermutlich im Spätmittelalter eine Prioratskirche. 1147 ist von einer Kapelle St. Peter und Paul in Höbing (in Klein- oder Mönchshöbing) die Rede; um sie stritten sich bei Papst Eugen III. das Kloster Berchtesgaden als Patronatsherr von Kleinhöbing und der Bischof bzw. das Domkapitel von Eichstätt als Patronatsherr von Großhöbing. 1157 verlangte der Papst vom Eichstätter Bischof, dem Kloster seine Rechte über die Kapelle zu belassen. 1213 erwarb das Kloster schließlich das „dos“, das Kapellengut vom Eichstätter Dompropst gegen jährliche Zinsleistungen und die Verpflichtung, einmal im Jahr den jeweiligen Dompropst und seine Pferde zu Hebingen gut zu verpflegen. 1411 wurde die Außenstelle des Klosters Berchtesgaden aufgelöst und das verschuldete Kloster Berchtesgaden verkaufte seinen Besitz in und um Höbing an das Kloster Kastl, das 1457 den Besitz an das Eichstätter Domkapitel weiterveräußerte. Nachdem die Kooperatur in Kleinhöbing eingegangen war, wurde die Kapelle nicht mehr benutzt und verfiel. Bis 1796 gehörte Groß- und Kleinhöbing zum Domkapitel Eichstätt. Nach der Säkularisierung wurde der Ort fast komplett evangelisch. Die Kirche blieb aber katholisch und gehörte der katholischen Kirchenstiftung Großhöbing.
1925 wurde die Kirche an den benachbarten Bauern mit der Auflage verkauft, dass Chor und Dachreiter abzureißen seien. Die Innenausstattung wurde für die Kirche St. Peter und Paul in Thalmässing verwendet. Gleichzeitig wurde auch das Patrozinium übernommen. 2008 wurde die Renovierung des Baues mit dem Denkmalschutzpreis des Bezirkes Mittelfranken ausgezeichnet.